# Иов Льговский
Иов Льговский — священноинок Русской церкви, устроитель и возобновитель монастырей, деятель раннего старообрядчества.

## Жизнь

### Детство
Мирское имя святого — Иван. Согласно сочинению Ивана Алексеева «История о бегствующем священстве», он был литовцем знатного рода, привезенным на Русь освободившимся из плена патриархом Филаретом. Однако Житие преподобного говорит о его русском происхождении, что он родился близ Волоколамска в боярской семье Тимофея Лихачёва. Эта версия была подтверждена И. В. Поздеевой, нашедшей в ходе археографической экспедиции 1977 г. собственноручный автограф Иова. Историк Д. И. Урушев, пытаясь примирить обе версии, предположил, что литовского происхождения был не сам святой, а его род. Согласно Житию, мать Ивана, Ирина, вскоре скончалась, и, незадолго до своей смерти, его отец женился второй раз. Впоследствии мальчика воспитывала мачеха. Научившись грамоте и читая Священное Писание, в 12 лет Иван ушёл из дома, и начал странствовать по монастырям. В Троице-Сергиевой Лавре его принял в поучительство архимандрит Дионисий (Зобниковский) и постриг в иночество с именем Иов ок. 1610.

### Деятельность до раскола
Получив благословение на пустынножительство, Иов основал в Осташковском уезде, на берегу реки Могилёвочки, монастырь в честь Успения Пресвятой Богородицы. Строительство в нём Успенской каменной церкви благословил Новгородский митрополит Исидор (1603—1609), а около 1619—1620 гг. её освятил Новгородский митрополит Макарий. От последнего Иов, согласно житию, принял священный сан. Вскоре он переселился в заброшенную Раковую пустынь (современная деревня Раково Зубцовского района Тверской области), основанную в 1547 году. Во время своей поездки в Москву священноинок познакомился с патриархом Филаретом, у которого, согласно житию, стал келейником. Однако через некоторое время Иов тайно бежал обратно в Успенскую Могилёвскую пустынь, где прожил до смерти предстоятеля, в 1633 году. Во время патриаршества Иоасафа I он восстановил запустевший монастырь св. Николы Чудотворца на Красных горах в Старицком уезде, основанный ранее 1547 г. После смерти Иоасафа I рассматривался как кандидат на патриаршество, но бежал, притворившись юродивым. В 1652 г. со своим учеником Феодосием Святогорцем совершил паломничество в Киев. По одной из версий, там он постриг в иночество будущего патриарха Иоакима I.

### Деятельность после раскола
Иван Алексеев связывает уход Иова из Никольской обители с нежеланием принимать никоновскую реформу. В Житии указано, что он ушёл в местность близ города Рыльска, называемую Льговские горы, где между 1658 и 1662 гг. основал новый монастырь во имя влкмч. Димитрия Солунского. Хорошо укрепленная обитель смогла в 1667 г. отразить набег крымских татар, а в 1672 г. ей пришлось противостоять стрельцам во главе со стольником С. Нащокиным. В 1675 г. он тайно причастил находящуюся в заточении боярыню Феодосию Морозову. Из-за усилившихся гонений на старую веру переместился на Дон. Свою последнюю обитель, Покровский монастырь, Иов основал близ с. Верхнево на р. Чир, где и скончался.

## Взгляды
Преподобный Иов Льговский осуждал практику самосожжений, которая была распространена среди старообрядцев. Был сторонником единогласия и наречного пения, о чём переписывался с протопопом Аввакумом. После себя не оставил сочинений.

## Почитание
Донские казаки-старообрядцы с XVIII в. почитают Иова Льговского как святого. В Беглопоповском согласии игумен считается одним из его основателей. В 2003 году он был канонизирован Древлеправославной Церковью — религиозным сообществом, возникшим в 1999 году в результате отделения ряда общин от РДЦ. В 2018 году на Освященном Соборе Русской Древлеправославной Церкви Иов Льговский был прославлен в лике преподобного. Игумен упомянут как устроитель монастырей в Родословии часовенного согласия. В Донской и Кавказской епархии РПсЦ в день упокоения святого 22 мая (9 мая по ст. стилю) проходит крестный ход